# Nordtoppen (kulle i Antarktis)
Nordtoppen är en kulle i Antarktis. Den ligger i Östantarktis. Norge gör anspråk på området. Toppen på Nordtoppen är 1 100 meter över havet.
Terrängen runt Nordtoppen är huvudsakligen platt. Trakten är obefolkad. Det finns inga samhällen i närheten.